# Caryophyllia elongata
Caryophyllia elongata är en korallart som beskrevs av Stephen D. Cairns och Keller 1993. Caryophyllia elongata ingår i släktet Caryophyllia och familjen Caryophylliidae. Inga underarter finns listade i Catalogue of Life.